# 124 a. C.
El año 124 a. C. fue un año del calendario romano prejuliano. En el Imperio romano, fue conocido como el año 630 Ab Urbe condita.

## Acontecimientos

### Roma
- Revuelta de Fregellae contra Roma en el Lacio, más tarde la ciudad fue tomada y destruida por Lucio Opimio.
- Hispania Citerior: Q. Fabio Máximo Alobrógico.[1]

### Partia
- Mitrídates II sucede a Artabano I como rey de Partia.

### Egipto
- Cleopatra II de Egipto y su hermano Ptolomeo VIII de Egipto se reconcilian.